# Глобални систем трговинских преференцијала међу земљама у развоју
Глобални систем трговинских преференцијала међу земљама у развоју је преференцијални трговински споразум потписан је 13. априла 1988, са циљем повећања трговине између земаља у развоју у оквиру Конференције Уједињених нација о трговини и развоју. Споразум је ступио на снагу 19. априла 1989, а Светска трговинска организација је обавештена 25. септембра 1989. године.